# کارپنتر (وایومینگ)
کارپنتر(به انگلیسی: Carpenter) شهری در ایالت وایومینگ کشور ایالات متحده آمریکا است که جمعیت آن در سرشماری سال ۲۰۱۰ میلادی، ۹۴ نفر بوده‌است.